# Colette Dorsay
Colette Dorsay est une actrice québécoise (1916-1996).

## Filmographie
- 1949 : Un homme et son péché : Julia
- 1956 : Les Belles Histoires des pays d'en haut (série TV) : Marguerite de la Chaumière dite « La Gritte »
- 1957 - 1961 : La Pension Velder (série TV)
- 1962 : Les Sept Péchés capitaux (segment L'Envie)
- 1976 : Parlez-nous d'amour : fan de Jeannot
- 1977 : J.A. Martin photographe : une vieille fille

## Théâtre
- 1963 : Monsieur Vautrin d'André Charpak, d'après Honoré de Balzac, mise en scène André Charpak, Théâtre Récamier